# Paso de la Patria
Paso de la Patria est une ville et une municipalité de la province de Corrientes en Argentine, située dans le département de San Cosme. C’est l’une des principales villes touristiques de la région, son attraction principale étant le fleuve Paraná, à la fois pour ses stations thermales et pour la pêche, en particulier de grosses dorades. Paso de la Patria est situé à l’embouchure du fleuve Paraná, et possède des falaises et des chutes d'eau très recherchées par les pêcheurs.

## Histoire
En 1775, Francisco de Quevedo est chargé de trouver un passage rapide pour communiquer avec la ville de Curupaití (Curupaity). En 1782, est fondé le détachement Paso del Rey, avec la construction d'un fort. Le passage des Colonies Ayuí par le Paso de la Patria, province de Corrientes, est le passage du premier corps argentin.
En 1812, le nom « de la Patria » apparaît dans les documents officiels pour remplacer l'ancien « passage del Rey », qui fait référence au col trouvé par Francisco de Quevedo, et pour des raisons économiques, la ville est louée à Manuel Antonio Corrales.
Vingt ans plus tard, un traité d'amitié est signé entre le Paraguay et la ville de Corrientes pour commercer, ce passage est essentiel pour les échanges de bétails.
En 1863, la première chapelle dédiée à l'Immaculée Conception de Marie est fondée, à l'origine en briques de pisé. le gouvernement provincial a déclaré monument historique et culturel cette chapelle historique .

## Population
La principale voie d'accès à la ville se fait par la route départementale N°9, qui la relie la route nationale N°12.
A l'ouest se trouve la ville de Corrientes, à l'est la ville de San Cosme et la ville de Posadas, et au sud la ville de San Luis del Palmar .
Paso de la Patria possède un port international sur le fleuve Paraná, utilisé pour commercer avec la république du Paraguay.
En 1994, le nouvel hôpital local est inauguré, sous le nom de « Dr. Eduardo Andrés Cicconetti », en hommage au premier médecin de la ville établi en 1979.
La ville compte trois écoles primaires et une école secondaire appelée « Premier lieutenant FAA Miguel Ángel Giménez » en hommage au héros de la guerre des Malouines.
Elle dispose également d'une succursale de Banque de la province de Corrientes, d'un juge de paix, d'une délégation du Registre provincial et d'un bureau de l'Institut de travail social de corrientes (IOSCor). Elle dispose aussi d'un commissariat de police et le siège de la préfecture.

## Personnalités
- Lucio C. Salvadores assiste au passage du fleuve Paraná à travers le Paso de la Patria, à la bataille d'Estero Bellaco et à la sanglante bataille de Tuyutí (24 mai 1866).
- Alto Paraná est un film argentin tourné en couleur à Paso de la Patria.